# 特殊化预序
在数学分支拓扑学中，特殊化（或规范）预序是在拓扑空间上的自然预序。对在实践中考虑的大多数空间，特别是满足T0 分离公理的那些空间，这个预序甚至是偏序（叫做特殊化序）。在另一方面，对于T1空间这个次序成为平凡的而没有价值。
特殊化序经常在计算机科学应用中考虑，这里的T0空间出现在指称语义中。特殊化序对于识别在偏序集合上合适的拓扑空间是重要的，这在序理论所要做的。

## 定义和动机
考虑任何拓扑空间X。在X上的特殊化预序≤定义自设置 
x ≤ y 当且仅当cl{x}是cl{y}的子集，
这里的cl{x}指示单元素集合{x}的闭包，就是说，包含{x}的所有闭集的交集。尽管这个简短定义是方便的，注意下列陈述是等价的是有帮助的：
x ≤ y当且仅当y包含在所有包含x的开集中。
这解释了为什么说是“特殊化”: y比x更特殊，因为它包含在更多开集中。这是显著直觉性的，如果你把开集看作一个点x可以有也可以没有的性质。更多开集包含一个点，它就有更多性质，因而它更加特殊。这种用法相容于经典逻辑概念属(genus)和种(species)；并相容于代数几何的一般点的传统用法。特殊化作为想法还应用于求值理论中。
上部元素更特殊的直觉可典型在在域理论中找到，它是在计算机科学中充分应用的序理论分支。

## 上部和下部集合
设X是拓扑空间并设≤是在X上的特殊化预序。关于≤所有开集都是上部集合而所有闭集都是下部集合。反过来一般不是真的。事实上，拓扑空间是Alexandrov空间，当且仅当所有上部集合都是开集(或所有闭集都是下部集合)。
设A是X的子集。包含A的最小上部集合指示为↑A
而包含A的最小下部集合指示为↓A。在A = {x}是单元素集合的情况下，我们使用符号↑x和↓x。对于x ∈ X我们有：
- ↑x = {y ∈ X : x ≤ y} = ∩{包含x的开集}。
- ↓x = {y ∈ X : y ≤ x} = ∩{包含x的闭集} = cl{x}。

下部集合↓x总是闭集；但是上部集合↑x不必须是开集或闭集。拓扑空间X的闭合点完全就是X关于≤的极小元。

## 例子
- 謝爾賓斯基空間{\displaystyle \{0,1\}}带有开集{\displaystyle \{\varnothing ,\{1\},\{0,1\}\}}，特殊化次序是自然次序 (0 ≤ 0, 0 ≤ 1和1 ≤ 1)。
- 如果p, q是Spec(R) (交换环R的谱)的元素则p ≤ q，当且仅当q ⊆ p (如素理想)。所以Spec(R)的闭合点就是极大理想。

## 重要性质
如名字所暗示的，特殊化预序是预序，就是说它是自反的传递的，这实际上是容易看出来的。
由特殊化预序所确定的等价关系就是拓扑不可区分性。就是说，x和y是拓扑可区分的，当且仅当  x ≤ y并且  y ≤ x。因此，≤的反对称完全就是T0分离公理：如果x和y是不可区分的，则x = y。在这种情况下它证实了特殊化序的说法。
在另一方面，特殊化预序的对称等价于R0分离公理：x ≤ y当且仅当x和y是拓扑不可区分性的。可得出如果底层拓扑是T1，则特殊化序是离散的，就是说x ≤ y当且仅当x = y。因此特殊化序对于T1拓扑，特别是所有豪斯多夫空间是没有多少价值的。
任何在两个拓扑空间之间的连续函数都是关于这些空间的特殊化预序的单调函数。但是反过来一般不是真的。用范畴论的语言来说，我们在从拓扑空间范畴到预序集合范畴之间的函子，它把一个拓扑空间指派到它的特殊化预序。这个函子有把Alexandrov拓扑放置在预序集合上的左伴随。
有比T0空间更特殊的空间对于它这种次序是有价值的：sober空间。它们与特殊化序的联系更加微妙：
对于任何sober空间X带有特殊化序≤，我们有
- (X, ≤)是有向完全偏序，就是说 (X, ≤)的所有有向子集S都有上确界 sup S，
- 对于所有 (X, ≤)的有向子集S和所有的开集O，如果sup S在O中，则S和O有非空交集。

你可以把第二个性质描述为开集是“通过有向上确界不可到达的”。拓扑是关于特定次序≤是序相容的，如果它引发≤作为它的特殊化序，并且它有关于在≤中有向集合的(现存)上确界的不可到达性质。

## 在次序上的拓扑
特殊化序产生了从所有拓扑获得偏序的工具。自然要问反过来也行吗：所有偏序都是作为某个拓扑的特殊化序而获得的吗?
实际上，这个问题的答案是肯定的，一般的在集合X上有很多拓扑，它们引发给定次序≤作为它们的特殊化序。次序≤的Alexandroff拓扑扮演了特殊角色：它是引发≤的最精细的拓扑。另一个极端，引发≤的最粗糙的拓扑是上部拓扑，在其中集合{y in X | y ≤ x}(对于某个X中的x in )的所有补集都是开集的最小的拓扑。
在这两个极端之间还有有趣的拓扑。对于给定次序≤在上述序相容意义上最精细的拓扑是斯科特拓扑。但是上部拓扑仍市最粗糙的序相容拓扑。事实上它的开集甚至用任何上确界都不能到达。因此任何sober空间带有特殊化序≤都精细于上部拓扑并粗糙于斯科特拓扑。然而，这种空间可能不存在。特别是斯科特拓扑不必然是sober拓扑。

## 引用
- M.M. Bonsangue, Topological Duality in Semantics, volume 8 of Electronic Notes in Theoretical Computer Science, 1998. Revised version of author's Ph.D. thesis. Available online, see especially Chapter 5[永久], that explains the motivations from the viewpoint of denotational semantics in computer science. See also the authors homepage （页面存档备份，存于）.